# Partit Socialista de Guinea Bissau
El Partit Socialista de Guinea Bissau (portuguès: Partido Socialista da Guiné-Bissau, PSGB) és un partit polític de Guinea Bissau.

## Història
El partit va ser establert el 1994 després de les eleccions generals d'aquell any, però no es va presentar a cap elecció fins una dècada més tard. Va formar part de la Unió Electoral en 2002. A les eleccions parlamentàries de 2004 va rebre només el 0,3% dels vots, i no va obtenir representació a l'Assemblea Nacional Popular. A les eleccions parlamentàries de 2008 només va rebre 639 vots (0,14%) i novament es va quedar sense representació.
A lrd eleccions generals de 2014 el partit va designar un candidat a la presidència per primera vegada. Cirilo Rodrigues de Oliveira va rebre només el 0,3% dels vots a les eleccions presidencials, acabar l'últim dels 13 candidats, mentre que el partit va rebre el 0,6% dels vots a les eleccions parlamentàries, quedant-se sense representació.